# Neoharriotta
Neoharriotta – rodzaj ryb zrosłogłowych z rodziny drakonowatych (Rhinochimaeridae).

## Rozmieszczenie geograficzne
Do rodzaju należą gatunki występujące w wodach wschodniego i zachodniego Oceanu Atlantyckiego i Oceanu Indyjskiego.

## Morfologia
Długość ciała do 130 cm.

## Systematyka
Rodzaj zdefiniowała w 1950 roku para amerykańskich ichtiologów Henry Bryant Bigelow i William Charles Schroeder w artykule poświęconym nowym i mało znanym rybom chrzęstnoszkieletowym z Oceanu Atlantyckiego, opublikowanym w czasopiśmie Bulletin of the Museum of Comparative Zoology at Harvard College. Gatunkiem typowym jest (oryginalne oznaczenie (również monotypowe)) N. pinnata.

### Etymologia
Neoharriotta: gr. νεος neos ‘nowy’; Harriotta Goode & Bean, 1895.

### Podział systematyczny
Do rodzaju należą następujące gatunki:
- Neoharriotta carri Bullis & Carpenter, 1966
- Neoharriotta pinnata (Schnakenbeck, 1931)
- Neoharriotta pumila Didier & Stehmann, 1996